# Nápis
Nápis je text (nebo obecněji skupina znaků) vyvedený na stabilním nositeli. Definice při snaze ji konkretizovat poněkud kolísá – problematikou nápisu se zabývá věda epigrafika (ani ta nedokázala přijít s přesnou definicí, navíc se zabývá nápisy s časovým odstupem). Většinou se u textu, aby měl charakter nápisu, předpokládá, že vznikl na stabilním nositeli (tedy na kameni, kovu, keramice) a není produktem psaní, ale řemeslné činnosti (tedy vznikl např. malováním, rytím, tesáním apod., ovšem za nápis bývá považováno psané graffiti).

## Kategorizace nápisů
Pro potřeby epigrafiky vytvořil Ivan Hlaváček dosti důkladné (pro reálnou praxi až příliš) roztřídění nápisů podle různých hledisek:
- Technologicky podle způsobu zhotovení se rozlišují nápisy vzniklé tesáním, rytím, řezáním, odléváním, malováním, vnášením do omítky, skládáním do mozaiky, psaním a vyškrabáváním na stěny.
- Materiálově podle látky, na níž jsou nápisy zhotoveny (kamenné, dřevěné, kovové, omítkové, keramické, skleněné, textilní, aj.).
- Polohově podle původní lokalizace mohou být nápisy:
  - na budovách nebo stavbách, v jejichž prostorách jsou nápisy buď samostatně, nebo jako součást uměleckých děl tam pevně fixovány (náhrobky v kostele),
  - na zvonech,
  - v terénu na hraničních kamenech, pamětních křížích, náhrobcích, aj.,
  - součást mobiliáře,
  - na nábytku, domácím náčiní a jiných výrobcích uměleckých řemesel,
  - jako textový doprovod samostatných uměleckých děl, např. nápisy na nástěnných či deskových malbách,
  - v literárních sbírkách nápisů a sentencí, které nebyly epigraficky aplikovány.
- Obsahově
  - literární nápisy
  - historické (pamětní) – možno vnitřně dělit na
    - s datem nebo
    - bez chronologických údajů,

případně
    - obecně historické,
    - personalistické

  - právní
  - doprovodné